# أيومي أوكا
أيومي أوكا (باليابانية: 岡あゆみ؛ بالكانا: おか あゆみ) هي ممثلة يابانية، ولدت في 18 سبتمبر 1983 في تسو في اليابان.

## أعمال

### مسلسلات
- هانزاوا ناوكي

## وصلات خارجية
- أيومي أوكا على موقع IMDb (الإنجليزية)